# Claire Alet
Pour les articles homonymes, voir Alet.
Claire Alet est une journaliste et rédactrice en chef française. Elle s'intéresse aux inégalités sociales, politiques et de genre.

## Biographie
Claire Alet est diplômée d'un DESS Études du développement à l’Université Paris-Sorbonne, qu'elle complète à Sciences-Po Bordeaux.
Elle est journaliste puis de 2014 à 2019, rédactrice en chef au magazine Alternatives économiques.
En 2013, elle coordonne un hors-série sur l’égalité entre les femmes et les hommes pour Alternatives économiques. Elle constate que les inégalités sont particulièrement importantes dans le secteur des médias. Les journalistes femmes sont très peu présentes dans les directions de rédaction. Les femmes représentent 20% des experts interrogés à la télévision et à la radio. Ce chiffre est de 17% dans la presse écrite.
En 2014, suite au traitement médiatique sexiste de l’affaire Dominique-Strauss-Kahn, elle publie avec Léa Lejeune la tribune Femmes à la une dans Libération, signée par plus de 800 journalistes. C'est l'acte fondateur du collectif Prenons la Une. Cette tribune dénonce le traitement sexiste, l'invisibilité des femmes dans les médias, et les inégalités dans la profession.
En 2022, elle entre chez l'éditeur Bayard pour développer une nouvelle collection de littérature du réel. Il s'agit de traiter des sujets du monde réel avec les codes de la fiction.
En 2022, elle publie une adaptation en bande dessinée du livre de Thomas Piketty, Capital et idéologie, illustrée par Benjamin Adam.
En 2024, elle publie Matrice : aux origines de la domination masculine. Elle mène une enquête à partir de Masculin, Féminin. La pensée de la différence de Françoise Héritier. Elle interroge des historiennes Michèle Perrot et des archéologues du genre : Anne Augereau, Marilène Patou-Mathis. Elle confronte ses recherches aux écrits féministes de Simone de Beauvoir, Judith Butler, Elsa Dorlin et aux positions de Pierre Bourdieu ou Ivan Jablonka. Elle ponctue son essaie d'extraits littéraires d'Annie Ernaux, Maya Angelou, Gorge Sand, Goliarda Sapienza.

## Publications
- Capital & idéologie : d'après le livre de Thomas Piketty, Paris, Seuil, 2022, 172 p. (ISBN 978-2-02-146957-8)
- Matrice : aux origines de la domination masculine, Paris, Seuil, 2024, 307 p. (ISBN 978-2-02-155088-7)

## Prix et distinctions
- Chevalière de l'ordre des Arts et des Lettres (2016)[9]